# 小平大智
小平 大智（こだいら だいち、1995年7月9日 - ）は、日本の俳優。サイン (Sign) 所属。東京都出身。身長175cm、体重105kg。

## 出演作品

### 舞台
- SDプロジェクト公演 あなたと住むなら〜スカイツリー編〜（2014年2月、築地本願寺ブディストホール）[1]
- 劇団スーパー・エキセントリック・シアター公演 俺のタイツ（2017年8月、赤坂RED/THEATER）[4]

### テレビ番組
- さよなら、フーテン人生〜フーテン達が自分を変える720時間山ごもり〜（2016年、日本テレビ） - レギュラー出演

### テレビドラマ
- 弱くても勝てます〜青志先生とへっぽこ高校球児の野望〜（2014年、日本テレビ）[1]
- ごめんね青春! 第1話（2014年10月12日、TBS） - おっぱい 役
- 科学ドラマ大賞 第5回「青春フレミング」（2014年10月19日、BSフジ） - 石井謙 役
- ちゃんぽん食べたか 第1話 - 第4話・第9話（2015年5月30日 - 8月1日、NHK総合テレビ） - 榎木和秋 役
- 動物戦隊ジュウオウジャー 第33話「猫騙しの恩返し」（2016年10月9日、テレビ朝日） - 見山 役
- 子連れ信兵衛2 第6話（2016年12月16日、NHK BSプレミアム） - 勘太 役
- ホクサイと飯さえあれば 第3話 - 第6話（2017年2月6日 - 2月27日、毎日放送） - 牛久 役
- この声をきみに 第1話・第2話・第5話 - 第7話（2017年9月8日 - 11月3日、NHK総合テレビ）
- 新宿セブン 第4話（2017年11月4日、テレビ東京） - 悪質ファン 役
- 今日から俺は!! 第2話（2018年10月21日、日本テレビ）
- トレース〜科捜研の男〜 第1話（2019年1月7日、フジテレビ）
- ハケン占い師アタル 第5話・第9話（2019年2月14日・3月14日、テレビ朝日） - 田端の弟 役
- ストロベリーナイト・サーガ 第4話（2019年5月2日、フジテレビ）
- 都立水商! 〜令和〜 第4・5話（2019年5月27日・6月3日、毎日放送）
- 夢食堂の料理人〜1964東京オリンピック選手村物語〜（2019年7月23日、NHK総合テレビ） - 杉浦徹 役
- 翔べ!工業高校マーチングバンド部〜泣き虫先生が僕らに教えてくれたこと〜（2020年4月4日、中京テレビ） - 鵜飼先輩役
- 未満警察 ミッドナイトランナー（2020年6月27日 - 、日本テレビ） - 田畑翔之介　役
- TOKYO MER～走る緊急救命室～ 第10話 (2021年9月5日、TBS) - 関東医科大学の学生 役
- 大河ドラマ 青天を衝け 第29・30話（2021年10月3日・10月10日 、NHK） - 吉武功成 役
- 逃亡医F 最終話（2022年3月19日）- 武藤 役
- 脚本芸人 第3夜（2022年6月24日、フジテレビ）- 田島 役
- トリリオンゲーム 第4話 - 第7話・最終話（2023年8月4日 - 25日・9月15日、TBS） - 巨椋優人 役[5][6]

### ネット配信ドラマ
- #声だけ天使（2018年1月15日、AbemaTV） - クラスメイト 役

### 映画
- TOO YOUNG TO DIE! 若くして死ぬ（2016年6月25日、東宝/アスミック・エース） - 細川 役
- 心が叫びたがってるんだ。（2017年7月22日、アニプレックス） - 斉藤五郎 役
- トリガール!（2017年9月1日、ショウゲート）
- 高崎グラフィティ。（2018年8月18日、エレファントハウス）
- チア男子!!（2019年5月10日、バンダイナムコアーツ/ポニーキャニオン） - 遠野浩司（トン） 役

### CM
- JAバンク「騎馬戦」編
- クイズRPG 魔法使いと黒猫のウィズ×北斗の拳（2017年、コロプラ）[7]